# Museu Alvar Aalto em Jyväskylä
O Museu Alvar Aalto em Jyväskylä (em finlandês: Alvar Aalto - museo Jyväskylässä) é um museu localizado em Jyväskylä na Finlândia. O edifício foi projetado por Alvar Aalto. É a sede do conjunto de museus Alvar Aalto.

## História
O edifício do Museu Alvar Aalto em Jyväskylä foi construído em 1973 por Alvar Aalto no mesmo terreno do Museu da Finlândia Central, projetada por Alvar Aalto em 1961. Estes dois edifícios formam um centro cultural perto da Universidade de Jyväskylä, também projetada por Alvar Aalto entre 1951 e 1971.O edifício é um dos quatro locais do museu Alvar Aalto.

## Arquitetura
Ambos os edifícios são período de branco de Aalto. A década que separa os dois edifícios podem ser vistos nas fachadas, o Museu da Finlândia Central é de forma retangular, a inclinação geométrica fachada reflete a prática do funcionalismo moderno. O museu Aalto é de forma fechada, mas mais livre. As fachadas do Museu Aalto são de tijolo Saudita. A base de concreto é pintada de branco.
No piso térreo do museu há um hall, uma loja do museu, um café Alvar, uma biblioteca, escritórios e espaços de armazenamento e a oficina do museu. Pelas janelas do café no Alvar, há uma visão da água fluindo pela janela até um pequeno riacho. No primeiro andar, o espaço de exposição é de cerca de 700 m². A parede traseira feita de ripas de pinho com uma superfície ondulada é um lembrete da parede do pavilhão da Feira Mundial de Nova Iorque de 1939–40. A luz ilumina o espaço com janelas de telhado.

## Coleção
A coleção inclui quase 1500 obras móveis criadas por Aino e Alvar Aalto, trabalhos em vidro e outros objetos. A coleção também inclui pinturas de Alvar e mais de 30 modelos de edifícios. A coleção tem mais de 200.000 desenhos originais e documentos relacionados de 1917.